# Сан-Віктор
Сан-Віктор (порт. São Victor; МФА: [ˈsɐ̃w vik.ˈtoɾ]) — парафія в Португалії, у муніципалітеті Брага. Розташована в північно-західній частині країни, на теренах історичної португальської провінції Дору-Міню. Входить до складу округу Брага. За адміністративним поділом, чинним до 1976 року, терени парафії були складовою провінції Міню. Належить до Бразької архідіоцезії Католицької церкви. Патрон — святий Віктор. Площа — 4,0838 км². Населення — 29642 ос. (2011). Сильно урбанізований регіон. Густота населення — 7258,44 осіб/км²
. Код — 030351.

## Населення
| Кількість мешканців | Кількість мешканців | Кількість мешканців | Кількість мешканців | Кількість мешканців | Кількість мешканців | Кількість мешканців | Кількість мешканців | Кількість мешканців | Кількість мешканців | Кількість мешканців | Кількість мешканців | Кількість мешканців | Кількість мешканців | Кількість мешканців |
| ------------------- | ------------------- | ------------------- | ------------------- | ------------------- | ------------------- | ------------------- | ------------------- | ------------------- | ------------------- | ------------------- | ------------------- | ------------------- | ------------------- | ------------------- |
| 1864                | 1878                | 1890                | 1900                | 1911                | 1920                | 1930                | 1940                | 1950                | 1960                | 1970                | 1981                | 1991                | 2001                | 2011                |
| 5 201               | 5 775               | 6 816               | 7 149               | 6 599               | 6 000               | 4 452               | 6 275               | 7 229               | 8 312               | 8 383               | 14 594              | 18 870              | 25 407              | 29 642              |